# Skolem-normálforma
A Skolem-normálforma (SNF) az elsőrendű logikában egy elsőrendű nyelv Skolem-szimbólumokkal bővített változatának olyan formulája, melynek egyetlen valódi részformulája sem kvantált (mert „a kvantorok mind a formula legelején vannak”, azaz prenex állapotban), továbbá ha előfordul a formulában kvantor, akkor az csak univerzális kvantor lehet.
Tehát általánosan a következő alakú formulák SNF alakúak:
 ahol {\displaystyle M(\dots )}, a SNF magja, már kvantormentes formula (lehet nyílt is).
Bebizonyítható, hogy tetszőleges formulához létezik olyan vele egy bizonyos értelemben ekvivalens formula, amely Skolem-normálforma alakú. Ennek előállítására, azaz a formula skolemizálására algoritmusok is adhatóak. Ez tehát – ha prenex formulából indulunk ki, amit a továbbiakban feltételezni fogunk – azt jelenti, hogy „kiküszöböljük a formulából az egzisztenciális kvantorokat” („egy bizonyos értelemben” ekvivalens azért, mert a skolemizált formula tulajdonképp nem formulája az adott nyelvnek, és így az ekvivalencia definíciója is módosításra szorul).

## Skolemizálás
1. Először is prenex alakba hozzuk a formulát;
2. Bevezetjük a Skolem-konstansokat;
3. Bevezetjük a Skolem-függvényeket;
4. (Ha tetszik vagy szükséges, akkor a magot KNF, DNF, Zsegalkin- vagy egyéb normálformába is írhatjuk, így kapható Skolem-konjunktív [SKNF] stb. normálforma).

### A Skolem-konstansok
Legyen
 prenex formula (tehát az M mag kvantormentes).
Ha {\displaystyle Q_{1}=Q_{2}=\dots =Q_{j}=\exists } ( ahol {\displaystyle j\leq n} ), azaz az első néhány kvantor egzisztenciális, akkor F akkor és csak akkor elégíthető ki, ha van olyan interpretáció, melyre a formula igaz, és ekkor (az egzisztenciális kvantor definíciója szerint) az interpretáció U univerzumában kell lennie olyan {\displaystyle c_{1},c_{2},\dots ,c_{j}} elemeknek, hogy ha valamely változókiértékelés során az {\displaystyle x_{1},x_{2},\dots ,x_{j}} változóknak rendre a {\displaystyle c_{1},c_{2},\dots ,c_{j}} , a formula igaz lesz. Ezeket az elemeket Skolem-konstansoknak nevezzük.
A (prenex) formula skolemizálásának első lépése, hogy a nyelvet kibővítjük olyan szimbólumokkal (Skolem-konstansszimbólumok), melyek a fent leírt Skolem-konstansoknak felelnek meg.
Ezután elvégezzük az F formulán az {\displaystyle \left(x_{1},x_{2},\dots ,x_{j}||c_{1},c_{2},\dots ,c_{j}\right)} termhelyettesítést. Ezzel az első néhány (ha j=n, akkor az összes) egzisztenciális kvantort kiküszöböltük (elimináltuk) a formulából. Ha nem maradt egzisztenciális kvantor a formulában, akkor készen vagyunk, ha meg maradt (de a feltételek miatt {\displaystyle Q_{j+1}=\forall }, tehát a konstansokkal skolemizált formula már nem egzisztenciális kvantorral „kezdődik”); akkor bevezetjük az ún. Skolem-függvényeket .

### A Skolem-függvények
Legyen
 olyan prenex formula (tehát az M mag kvantormentes), mely nem egzisztenciális kvantorral kezdődik, azaz melyre igaz {\displaystyle R_{1}\neq \exists } (ha egzisztenciális kvantorral kezdődik, akkor Skolem-konstansok fentebb leírt bevezetésével mégis elérhető, hogy ilyen alakú legyen).
Legyen tehát a j-1≤n indexig valamennyi Ri univerzális kvantor, míg j-re Rj egzisztenciális! Ha netán j-1=n lenne, akkor készen vagyunk, hiszen feltételeink szerint minden kvantor univerzális. Ha viszont j-1<n, akkor van az Ri kvantorok között valahol egy egzisztenciális. Tehát formulánk a következő alakú:
 .
Ha ez a formula igaz (pontosabban, ha kielégíthető), az az univerzális kvantifikáció definíciója szerint pontosan azt jelenti, hogy minden {\displaystyle x_{1},x_{2},\dots ,x_{j-1}\in U^{j-1}} univerzum-(j-1)-eshez létezik olyan {\displaystyle x_{j}=c_{S}} , amelyre a j-edik (egzisztenciális) kvantor hatóköre mint formula igaz.
Minden elem-(j-1)-eshez tartozik ilyen {\displaystyle c_{S}(x_{1},\dots ,x_{j-1})}elem, tehát definiálható az {\displaystyle f:U^{j-1}\mapsto U,f(x_{1},\dots ,x_{j-1})=f(X)=c_{S}(X)}függvény. Ezt a formula megfelelő (tehát a j-edik) kvantorához vagy változóihoz tartozó Skolem-függvénynek nevezzük.
Nyelvünket bővítsük ki olyan f (a nyelvben eddig nem szereplő) (Skolem-)függvényszimbólummal, melyet később a fentebb leírt f Skolem-függvénnyel interpretálunk. A formula prefixumából (tehát a mag előtt álló kvantorsorozatból) pedig tüntessük el ezt a j-edik, egzisztenciális kvantort, és végezzük el a magban az {\displaystyle \left(x_{j}||f\left(x_{1},\dots ,x_{j-1}\right)\right)} behelyettesítést. Ezzel elimináltunk egy egzisztenciális kvantort a formulából.

### A skolemizálás befejezése
A fent leírt két eljárást a formulától függően váltakozva használva – a feltételek által adott, mikor melyiket – addig folytatjuk, míg valamennyi egzisztenciális kvantort nem eliminálunk. A skolemizálási eljárás véges sok lépésből áll, mivel a formulában csak véges sok egzisztenciális kvantor szerepel, és minden lépésben la. egyet kiejtünk.

## Elsőrendű klóz
Egy zárt Skolem-normálformulát, melynek magja konjunktív normálforma alakú, elsőrendű klóznak nevezünk.